# Enter Sandman
〈Enter Sandman〉은 미국의 헤비 메탈 밴드 메탈리카의 노래이다. 이 곡은 1991년에 발매된 그들의 다섯 번째 음반의 오프닝 트랙이자 리드 싱글이다. 이 곡은 커크 해밋, 제임스 헷필드, 라스 울리히가 작곡했다. 보컬리스트이자 리듬 기타리스트인 헷필드는 아이의 악몽에 대한 개념을 다루는 가사를 썼다.
이 싱글은 미국 빌보드 핫 100에서 16위에 올랐고 미국에서 100만 장 이상 출하되어 플래티넘 인증을 받았으며, 메탈리카는 3천만 장 이상의 판매고를 올리며 세계적인 인기를 얻었다. 비평가들로부터 호평을 받은 이 곡은 1991년 이후 발매된 메탈리카의 모든 라이브 음반과 DVD에 수록되어 있으며 시상식과 자선 콘서트에서 라이브로 연주되었다.

## 작업 및 녹음
〈Enter Sandman〉은 메탈리카가 1991년 그들의 동명 음반을 위해 작곡한 첫 번째 곡이다. 당시 메탈리카의 작곡은 주로 리듬 기타리스트 제임스 헷필드와 드러머 라스 울리히가 맡았으며, 밴드의 다른 멤버인 리드 기타리스트 커크 해밋과 베이시스트 제이슨 뉴스테드로부터 노래 아이디어와 컨셉의 테이프를 모았다. 캘리포니아주 버클리에 있는 울리히의 집은 이러한 목적으로 사용되었다. 〈Enter Sandman〉은 해밋이 1989년 사운드가든의 음반 《Louder Than Love》에서 "영감"을 받아. 작곡한 기타 리프에서 발전했다. 원래 리프는 2개의 막대기였지만 울리히는 1번째 막대기를 3번, 2번째 막대기를 4번만 반복할 것을 제안했다. 곡의 연주 부분은 빠르게 끝났지만, 헷필드는 오랫동안 보컬 멜로디와 가사를 생각해내지 못했다. 헷필드는 〈Enter Sandman〉이 "캐치하고 상업적인" 것처럼 들린다고 느꼈고, 사운드의 균형을 맞추기 위해 "완벽한 가족을 파괴하고, 한 가족의 거대한 끔찍한 비밀"에 대한 가사를 썼고, 아기침대 죽음에 대한 언급을 포함했다. 그러나 메탈리카 역사상 처음으로 울리히와 프로듀서 밥 록은 헷필드에 그가 더 나은 가사를 쓸 수 있다고 느꼈다고 말했다. 그럼에도 불구하고 울리히에 따르면 이 곡은 가사가 들어가기도 전에 "기초, 전체 음반의 지침"이었다.
1990년 8월 13일 인스트루멘탈 데모가 녹음되었다. 음반 《Metallica》는 1990년 10월 6일부터 1991년 6월 16일까지 로스앤젤레스에서 원 온 원 스튜디오에서 주로 녹음되었지만 울리히, 헷필드, 록도 1991년 4월부터 5월까지 캐나다 브리티시컬럼비아주 밴쿠버에서 일주일간 녹음했다. 밥 록이 프로듀싱한 첫 번째 음반으로 이전 메탈리카 음반과는 다르게 녹음되었다.
〈Enter Sandman〉은 헷필드가 "기타들의 벽"이라고 묘사한 것과 같은 리프의 3개의 리듬 기타 트랙이 "월 오브 사운드"를 만들기 위해 연주되었다. 엔지니어 랜디 스타브에 따르면 울리히가 곡 전체를 녹음하지 않고 곡의 각 부분을 따로 녹음했기 때문에 드럼이 50테이크 가까이 녹음되었다고 한다. 밴드가 원하는 "강도"를 한 번에 찍기가 어려웠기 때문에 수많은 테이크가 함께 선택되고 편집됐다. 스타브는 제작진이 방의 각 부분에서 최고의 사운드를 얻는 데 많은 시간을 보냈으며 라이브 콘서트의 사운드를 시뮬레이션하기 위해 드럼과 기타를 녹음하는 데 40~50개의 마이크 조합을 사용했다고 언급했다. 베이스 기타 사운드는 록에서도 중요해졌고, 뉴스테드가 언급했듯이, 메탈리카의 사운드는 이전에 "매우 기타 지향적"이었고 "록이 사진에 들어왔을 때 베이스 주파수 또한 사진에 들어왔다"고 말했다. 첫 번째 싱글로서, 〈Enter Sandman〉은 또한 믹싱된 첫 번째 곡이었는데, 밴드와 밥 록이 곡을 믹싱하는 동안 전체 음반의 사운드를 만들어야 했기 때문에 대략 10일이 걸린 작업이다.

## 곡 목록
미국 싱글
1. "Enter Sandman" – 5:37
2. "Stone Cold Crazy" – 2:19

국제 CD 싱글
1. "Enter Sandman" – 5:37
2. "Stone Cold Crazy" – 2:19
3. "Enter Sandman (Demo)" – 5:05

국제 12인치 바이닐 싱글 (4트랙)
1. "Enter Sandman" – 5:34
2. "Holier Than Thou (Work in Progress...)" – 3:48
3. "Stone Cold Crazy" – 2:17
4. "Enter Sandman (Demo)" – 5:05

국제 12인치 바이닐 싱글 (3트랙)
1. "Enter Sandman" – 5:34
2. "Stone Cold Crazy" – 2:17
3. "Enter Sandman (Demo)" – 5:05

국제 7인치 바이닐 싱글
1. "Enter Sandman" – 5:34
2. "Stone Cold Crazy" – 2:17

국제 7인치 바이닐 픽처 디스크 싱글
1. "Enter Sandman" – 5:34
2. "Stone Cold Crazy" – 2:17

호주 2트랙 CD 싱글
1. "Enter Sandman" – 5:37
2. "Stone Cold Crazy" – 2:19

일본 2트랙 3인치 CD 싱글
1. "Enter Sandman"
2. "Stone Cold Crazy"

## 인증
| 국가                                                                                         | 인증        | 판매량/출하량 |
| -------------------------------------------------------------------------------------------- | ----------- | ------------- |
| 오스트레일리아 (ARIA)                                                                        | 5× 플래티넘 | 350,000       |
| 캐나다 (뮤직 캐나다)                                                                         | 골드        | 50,000^       |
| 캐나다 (뮤직 캐나다) Ringtone                                                                | 골드        | 20,000*       |
| 덴마크 (IFPI Danmark)                                                                        | 플래티넘    | 90,000        |
| 프랑스 (SNEP)                                                                                | 골드        | 100,000*      |
| 독일 (BVMI)                                                                                  | 골드        | 250,000       |
| 이탈리아 (FIMI) sales since 2009                                                             | 플래티넘    | 50,000        |
| 영국 (BPI)                                                                                   | 플래티넘    | 600,000       |
| 미국 (RIAA) Mastertone                                                                       | 골드        | 500,000*      |
| 미국 (RIAA) Physical                                                                         | 골드        | 500,000^      |
| 미국 (RIAA) digital                                                                          | 플래티넘    | 3,169,026     |
| *판매량을 기반으로 한 인증 · ^출하량을 기반으로 한 인증 · 판매량+스트리밍을 기반으로 한 인증 |             |               |